# Греко-польские отношения
Греко-польские отношения — двусторонние международные отношения между Грецией и Польшей. Страны установили дипломатические отношения в 1919 году, обменялись послами — в 1922 году.
Обе страны являются членами Организации по безопасности и сотрудничеству в Европе, НАТО и Европейского союза.
В Польше проживает более 3000 человек греческого происхождения, а в Греции — более 50 000 поляков.
Дипломатические функции между странами осуществляют посольство Греции, расположенное в Варшаве и посольство Польши, находящееся в Афинах.

## Список двусторонних визитов
- май 2003 года: визит премьер-министра Греции Костаса Симитиса в Польшу[4]
- октябрь 2009 года: визит премьер-министра Польши Дональда Туска в Грецию[5]
- июль 2013 года: визит президента К. Папульяса в Польшу[1];
- 2017 год: визит президента А. Дуды в Грецию[6].

## Список двусторонних соглашений
- Меморандум относительно общего понимания и сотрудничества в области оборонной промышленности (Варшава, 29 июня 2004 года),
- Соглашение об экономическом, научном и техническом сотрудничестве в отраслях сельского хозяйства и продуктовой экономики (Афины, 7 сентября 1995 года),
- Соглашение о сотрудничестве в сферах науки и технологий (Варшава, 9 ноября 1998)
- Соглашение об избежании двойного налогообложения (28 мая 1987)[6].